# シェーン・デニス
シェーン・リロイ・デニス（Shane Leroy Dennis , 1971年7月3日 - ）は、アメリカ合衆国出身の元プロ野球選手。（投手）。

## 来歴・人物
ウィチタ州立大学から1994年にサンディエゴ・パドレスに入団。1997年にジェイソン・トンプソンと共に伊良部秀輝とのトレードで千葉ロッテマリーンズへ入団。（のちに伊良部はニューヨーク・ヤンキースへ移籍）
前年度まで先発投手陣の一角として活躍したエリック・ヒルマンが読売ジャイアンツへ移籍したため、彼に代わる同期入団のマイク・フィアリーと共にローテーション入りを期待されるも、14試合を投げ未勝利と完全に期待を裏切ってしまった。1年限りでフィアリーは退団したが、デニスは貴重な左腕ということもあって残留となった。
翌1998年は期待外れに終わった助っ人2投手に代わる先発候補として左腕のジョー・クロフォード、更にリリーフとしてスコット・デービソンを獲得したことから外国人選手枠の関係で二軍スタート。後にデービソンは故障するも、球団は台湾からブライアン・ウォーレンを獲得するなど、チーム事情もあり、チャンスが巡って来なかった。
結局一軍で登板する機会が無かったことや、クロフォード、ウォーレンの残留が決まったことで、この年限りで解雇となり退団した。
チェンジアップ、カーブ、スライダーを武器としていた。

## 詳細情報

### 年度別投手成績
| 年 度     | 球 団     | 登 板 | 先 発 | 完 投 | 完 封 | 無 四 球 | 勝 利 | 敗 戦 | セ 丨 ブ | ホ 丨 ル ド | 勝 率 | 打 者 | 投 球 回 | 被 安 打 | 被 本 塁 打 | 与 四 球 | 敬 遠 | 与 死 球 | 奪 三 振 | 暴 投 | ボ 丨 ク | 失 点 | 自 責 点 | 防 御 率 | W H I P |
| --------- | --------- | ----- | ----- | ----- | ----- | -------- | ----- | ----- | -------- | ----------- | ----- | ----- | -------- | -------- | ----------- | -------- | ----- | -------- | -------- | ----- | -------- | ----- | -------- | -------- | ------- |
| 1997      | ロッテ    | 14    | 5     | 0     | 0     | 0        | 0     | 3     | 0        | --          | .000  | 148   | 33.0     | 23       | 4           | 29       | 0     | 1        | 36       | 0     | 1        | 21    | 20       | 5.45     | 1.58    |
| 通算：1年 | 通算：1年 | 14    | 5     | 0     | 0     | 0        | 0     | 3     | 0        | --          | .000  | 148   | 33.0     | 23       | 4           | 29       | 0     | 1        | 36       | 0     | 1        | 21    | 20       | 5.45     | 1.58    |

### 記録
NPB
- 初登板・初先発：1997年4月8日、対近鉄バファローズ1回戦（大阪ドーム）、3回2/3を3失点で敗戦投手

### 背番号
- 37 （1997年 - 1998年）